# Un cavallo un po' matto
Un cavallo un po' matto (Ready to Run) è un film per la televisione del 2000.

## Trama
La quattordicenne Carrie Ortiz ha sempre sognato fin da piccola di diventare una famosa fantina. Il suo sogno sembra che stia per avverarsi quando fa la conoscenza di Thunder Jam, un cavallo da corsa, e scopre che tra di lei e l'animale c'è un'intesa perfetta.